# Béthemont-la-Forêt
Béthemont-la-Forêt är en kommun i departementet Val-d'Oise i regionen Île-de-France i norra Frankrike. Kommunen ligger i kantonen Taverny som tillhör arrondissementet Pontoise. År 2022 hade Béthemont-la-Forêt 426 invånare.

## Befolkningsutveckling
Antalet invånare i kommunen Béthemont-la-Forêt
| Referens: INSEE |